# Хајат Синди
Хајат Синди (арапски: حياة سندي; рођена 6. новембра 1967) је саудијски биотехнолог и медицински научник, као и једна од првих жена чланица Консултативне скупштине Саудијске Арабије. Она је позната по томе што је дала велики допринос медицинском тестирању и биотехнологији. Arabian Business ју је рангирао као 19. најутицајнијег Арапа у свету и девету најутицајнију Арапкињу. Године 2018. била је наведена као једна од BBC-јевих 100 жена.

## Рани живот и образовање
Рођена у Меки, у Саудијској Арабији, Синди је остала у Саудијској Арабији и није научила енглески све док није одлучила да се пресели са намером да похађа универзитет. Године 1991. убедила је своју породицу да јој дозволи да настави високе студије у Енглеској, где је након годину дана проведених у учењу енглеског језика, примљена на Кингс колеџ у Лондону, где је дипломирала фармакологију 1995. године. Док је била на Кингс колеџу, била је добитница награде принцезе Ане за свој додипломски рад о алергијама. Синди је 2001. године постала прва Саудијска жена која је стекла докторат из биотехнологије на Универзитету у Кембриџу, а затим је наставила студије на МИТ-у и Харварду.
Синди, која носи традиционалну муслиманску мараму, била је под притиском да напусти своја верска и културна уверења док је била на универзитету. Држи се става да вера, боја или пол особе немају утицаја на научне доприносе. Стекла је докторат из биотехнологије на Њунам колеџу, Кембриџ 2001. године. Била је прва Саудијска жена која је примљена на Универзитет у Кембриџу у области биотехнологије, и прва жена из било које од арапских држава Персијског залива која је стекла докторат у овој области.

## Каријера
Хајат Синди је гостујући научник на Универзитету Харвард. Као таква, она често путује између Џеде, Саудијска Арабија, и Бостона и Кембриџа, Масачусетс. Њен лабораторијски рад на Харварду донео јој је место, са још четири научника, у документарном филму који је подржала Извршна канцеларија председника Сједињених Америчких Држава у циљу промовисања научног образовања међу младима. Упоредо са својим научним активностима, Синди је учествовала у бројним догађајима са циљем подизања свести о науци међу женама и девојкама, посебно у Саудијској Арабији и муслиманском свету уопште. Такође је заинтересована за проблем одлива мозгова, и била је позвани говорник на Економском форуму у Џеди 2005. године.
Хајат Синди је имала велики утицај на покретање три компаније, било као суоснивач или оснивач: Diagnostics for All (ДФА), која има за циљ стварање јефтиних уређаја који се могу користити у земљама у развоју за дијагностику болести; Sonoptix; и i2 (the Institute for Imagination and Ingenuity), који промовише научно образовање и иновације међу млађим генерацијама. Њена предузетничка филозофија је једноставна: „Прави научник треба да се фокусира на приступачна једноставна решења како би допрла до свих у свету.“
Синди је 2010. године била добитник награде Mekkah Al Mukaramah за научне иновације, коју је доделио принц Халид бин Фајсал Ал Сауд. Такође је проглашена за истраживача у развоју 2011. године од стране Националног географског друштва.
1. октобра 2012. године, Синди је именована од стране шефа Унеска Ирине Бокове за амбасадора добре воље Унеска, због њених напора у промовисању научног образовања на Блиском истоку, посебно за девојчице. Такође је била на Њузвиковој листи од 150 жена које су те године потресле свет.
У јануару 2013. године, Синди је постала део прве групе жена које су служиле у Консултативном већу Саудијске Арабије.
Године 2013. постала је прва саудијска и жена научница која је именована за амбасадора добре воље Унеска, подстичући интеграцију науке и друштвеног утицаја.
На годишњем састанку Clinton Global Initiative одржаном од 21. до 24. септембра 2014. године, Синди је додељена награда за лидерство у цивилном друштву.
Синди је 2018. године покренуо IsDB's Transform Fund, који вреди 500 милиона долара. Фонд подржава иноваторе у проналажењу решења за развојне изазове кроз моћ иновација. То је први дигитални хаб те врсте за свет у развоју.
Синди је члан Шура савета Саудијске Арабије и Научног саветодавног одбора Уједињених нација, и виши саветник председника Исламске развојне банке за науку, технологију и иновације у Саудијској Арабији. У интервјуу за Унеско, Синди је рекла: „Ако ништа друго, волела бих да мислим да сам инспирисала девојке да наставе каријеру у науци ако је то оно што их занима.“